# Mięśnie głowy
Mięśnie głowy (łac. musculi capitis) – mięśnie wchodzące w skład głowy zwierząt.

## Stawonogi

### Owady: Dicondylia
U obejmujących większość owadów Dicondylia wyróżnia się ponad 90 mięśni wchodzących w skład głowy. 8 mięśni opisano dla czułka, a kolejne 6 dla antennal heart. 6 mięśni opisano dla muskulatury labrum, 8 dla żuwaczki, 15 dla szczęki, 17 dla labium, 13 dla podgębia (hypopharynx), 6 dla tentorium, 1 dla cibarium, 6 dla bucca, 3 dla pharynx i 2 dla stomadeum.

## Kręgowce

### Człowiek
Mięśnie głowy (łac. musculi capitis) u człowieka dzielą się na trzy grupy: 
- mięśnie wyrazowe (mimiczne) – przyczepione do wewnętrznej powierzchni skóry głowy, odpowiadają za nadanie wyrazu twarzy – obrazowanie stanu emocjonalnego,
- mięśnie poruszające żuchwą (mięśnie żucia),
- mięśnie gałki ocznej, mięśnie języka, mięśnie ucha[2].

Przeczytaj ostrzeżenie dotyczące informacji medycznych i pokrewnych zamieszczonych w Wikipedii.